# District historique de Broadway
Pour les articles homonymes, voir Broadway (homonymie).
Le district historique de Broadway – ou Broadway Historic District en anglais – est un district historique américain situé à Nashville, dans le Tennessee. Il est inscrit au Registre national des lieux historiques depuis le 18 juillet 1980.

## Histoire
Entre 1870 et 1900, Broadway est devenu un pôle politique et commercial important. Le quartier est situé entre la 2e Avenue et la 5e Avenue sur Broadway Street, dans le centre-ville de Nashville.
Le quartier est devenu une destination touristique accueillant les familles le jour, et les adultes la nuit. Le quartier est bordé de Honky-tonks, un type de bar diffusant de la musique country du genre éponyme honky tonk. Pour cette raison, la rue est également appelée "Honky Tonk Highway". Le quartier est aujourd'hui l'une des destinations touristiques les plus populaires de Nashville.